# Municipio de Santo Domingo Tepuxtepec
El municipio de Santo Domingo Tepuxtepec es un municipio de 4,815 habitantes situado en el Distrito de Mixe, Oaxaca, México.

## Demografía
En el municipio habitan 4,815 personas, de las cuales, 87% hablan una lengua indígena. Existe un grado de marginación muy alto, el 61.86% de la población vive en condiciones de pobreza extrema.
La población económicamente activa se dedica a los siguientes sectores:
| Sector                        | Porcentaje de ocupación |
| ----------------------------- | ----------------------- |
| Agricultura, ganadería y caza | 78.30                   |
| Minería                       | 0.10                    |
| Industrias manufactureras     | 8.11                    |
| Construcción                  | 3.35                    |
| Electricidad y agua           | 0.10                    |
| Comercio                      | 1.42                    |
| Transportes y comunicaciones  | 0.51                    |
| Gobierno                      | 1.62                    |
| Servicios profesionales       | 0.10                    |
| Restaurantes y hoteles        | 0.71                    |
| Servicios educativos          | 2.13                    |
| Servicios de salud            | 0.41                    |
| Otros                         | 2.23                    |

El sector que prevalece en el municipio es el primario, principalmente se produce maíz, frijol, calabaza, hortalizas y tomate en invernadero. La actividad ganadera no está muy extendida, dadas las condiciones tanto orográficas, como climáticas. La caza solo es permitida fuera de la temporada de veda que autoriza la autoridad agraria. La producción de trucha se destina a la comercialización, se producen entre 200 a 450 truchas en temporada de Cuaresma.

## Organización
En el municipio se encuentran los siguientes poblados
| Nombre de la localidad                   | Población 2010 |
| Santo Domingo Tepuxtepec                 | 1,813          |
| Llano Crucero                            | 778            |
| Llano Laguna                             | 366            |
| Río Ramal                                | 344            |
| Tierra Blanca                            | 254            |
| Loma Larga                               | 226            |
| Loma Linda                               | 211            |
| Proyecto Cero Quinientos Cincuenta y Dos | 162            |
| Tierra Blanca las Peñas                  | 125            |
| Playa Cerro                              | 102            |
| Siete Cruces                             | 97             |
| Cerro Pascle                             | 90             |
| Cerro Ídolo                              | 89             |
| Llano Palma                              | 81             |
| Rancho Encinal                           | 76             |
| Floresta                                 | 69             |
| Loma Esperanza                           | 62             |
| Colonia Minas                            | 61             |
| El Tule                                  | 33             |
| Cerro Costoche                           | 31             |
| Cerro Culebra                            | 31             |
| El Ocotal                                | 26             |
| Loma Ídolo                               | 22             |
| Impresionante                            | 20             |
| El Ciruelo                               | 14             |
| Llano Panela                             | 6              |
| Cerro Alto                               | 3              |
| Cerro Trampa                             | 2              |